# Chlorion migiurtinicum
Chlorion migiurtinicum är en biart som först beskrevs av Giordani Soika 1941.  Chlorion migiurtinicum ingår i släktet Chlorion och familjen grävsteklar. Inga underarter finns listade i Catalogue of Life.